# Novoromanivka, Znameanka
Novoromanivka (în ucraineană Новороманівка) este un sat în comuna Volodîmîrivka din raionul Znameanka, regiunea Kirovohrad, Ucraina.

## Demografie
Componența lingvistică a localității Novoromanivka
     Ucraineană (94,17%)
     Belarusă (2,92%)
     Rusă (1,75%)
     Alte limbi (0,87%)
Conform recensământului din 2001, majoritatea populației localității Novoromanivka era vorbitoare de ucraineană (94,17%), existând în minoritate și vorbitori de belarusă (2,92%) și rusă (1,75%).